# Promethium
Promethium (opkaldt efter Prometheus fra den græske mytologi) er det 61. grundstof i det periodiske system, og har det kemiske symbol Pm: Det er et stærkt radioaktivt metal med kemiske egenskaber der ligner de øvrige lanthaniders.

## Egenskaber
På grund af den stærke radioaktive stråling udsender salte af promethium et blegt blåt eller grønt lys. Rent, metallisk promethium har to allotrope former.

## Tekniske anvendelser
Promethium-isotopen 145Pm er en kilde til betastråling, som kan bruges i udstyr til måling af godstykkelse. I forbindelse med fosforiserende stoffer der omsætter betastrålingen til synligt lys kan promethium danne en pålidelig lyskilde som er uafhængig af ydre energikilder. Dette lys kan bruges i et atombatteri, hvor solceller omsætter lyset til elektrisk strøm; sådan en strømkilde kan fungere i omkring fem år.
I sig selv udsender 145Pm kun betapartikler, men ikke nogen gammastråling, men når de udsendte elektroner rammer stoffer i omgivelser, kan de give anledning til røntgenstråling. Af den grund vil man muligvis i fremtiden kunne bruge stoffet som en kompakt, transportabel kilde til røntgenstråling.

## Historie
Eksistensen af promethium blev forudsagt af Bohuslav Brauner i 1902; en hypotese der blev støttet af Henry Moseley, som i 1914 så det som en mulig kandidat til grundstof nummer 61. Adskillige andre kemikere og grupper hævdede fra tid til anden at have isoleret dette grundstof, men kunne ikke bekræfte deres resultater på grund af vanskelighederne ved at skille promethiumet fra de øvrige, kemisk meget ens lanthanider.
Først i 1945 lykkedes det for Jacob A. Marinsky, Lawrence E. Glendenin og Charles D. Coryell at påvise stoffets eksistens ved at undersøge biprodukterne fra fission af uran-atomkerner. Og fordi de var travlt optaget af militære forskningsprojekter, blev deres resultater ikke offentliggjort før i 1947.
Promethium er opkaldt efter titanen Prometheus, som stjal gudernes ild og gav den til mennesket, på forslag fra Coryells kone Grace Mary; hun følte at hendes mand og dennes kolleger var i færd med at stjæle en ny form for "gudernes ild".
I 1963 lykkedes det at udvinde omkring 10 gram promethium fra nukleart affald fra en atomreaktor ved hjælp af en ionbytnings-proces. Det er samme metode der i dag bruges til at fremstille promethium, om end det også kan skabes ved at bombardere 147Nd-kerner med neutroner.

## Forekomst og udvikling
Promethium findes i uhyre små mængder i naturen, typisk sammen med uran-holdige mineraler, fordi promethium skabes naturligt ved radioaktivt henfald af uran. I en prøve af begblende har man konstateret promethium i en mængde på fire dele ud af en trillion (1018) efter vægt. Man har desuden ad spektroskopisk vej konstateret promethium i stjernen HR 465 i stjernebilledet Andromeda, og muligvis også i stjernerne HD 101065 (Przybylskis stjerne) og HD 965.